# Dipturus doutrei
Dipturus doutrei és una espècie de peix marí de la família dels raids i de l'ordre dels raïformes.
Els adults poden assolir fins a 100 cm de longitud total.És ovípar i els ous tenen com a banyes a la closca. Menja peixos, gambes i crancs bentònics.
És un peix marí i d'aigües profundes (15°N-15°S) que viu entre 163-1.200 m de fondària. Es troba a l'oceà Atlàntic oriental: des de Mauritània fins a Sud-àfrica.

## Observacions
És inofensiu per als humans.